# Црква Свете Марије Магдалене у Богосавцу
Црква Свете Марије Магдалене у Богосавцу, насељеном месту на територији града Шапца, припада Епархији шабачкој Српске православне цркве.
Црква посвећена Светој Марији Магдалени (Блага Марија) саграђена је  у периоду од 1989. до 1990. године, поред гробља, на плацу који је поклонила месна заједница Богосавац. Цркву је пројектовао Драгољуб (Паја) Милутиновић из Шапца, са основом у облику крста, дужине 10,5, ширине 6 и висине 15 метара. Поред цркве 1995. године саграђен је дом величине 15x6 метара.
Освећена је 1991. године од епископа шабачко ваљевског Лаврентија Трифуновића. 